# گوسن سکیوریتیز
گوسن سکیوریتیز (انگلیسی: Guosen Securities) شرکت دولتی خدمات مالی چینی است، که در سال ۱۹۸۹ توسط شورای دولتی جمهوری خلق چین تأسیس شد.